# Enrico Rava
Pour les articles homonymes, voir Rava.
Enrico Rava est un trompettiste de jazz italien né à Trieste le 20 août 1939.

## Biographie
À 18 ans, c’est un concert de Miles Davis à Turin (où sa famille s’est installée), qui le convainc d’oublier le trombone pour se consacrer à la trompette.
Dans les années 1960, son horizon s’élargit et il rencontre plusieurs musiciens étrangers en compagnie de qui le goût lui vient de l’aventure, ce qui l’emmène en Argentine puis à New York où il s’installe pour 8 ans en 1969.
Il a collaboré avec de grands musiciens, comme Gato Barbieri, Lee Konitz, Pat Metheny, Michel Petrucciani, John Abercrombie, Joe Henderson, Paul Motian, Richard Galliano, Miroslav Vitouš, Joe Lovano et Roswell Rudd.
Il a été plusieurs fois élu meilleur musicien dans le référendum annuel conduit par Musica Jazz, et a également gagné le titre dans les catégories du « meilleur groupe » et du « meilleur album italien ».
En 1999, il fonde un quintet avec le trompettiste Paolo Fresu avec qui il enregistre Shades of Chet pour Label Bleu. Il joue également et enregistre en duo, en compagnie du jeune pianiste Stefano Bollani.
En 2002, il reçoit le Prix Jazzpar, prestigieux prix danois récompensant un musicien de jazz pour sa carrière.
Il est le leader d'un quintet qui regroupe : Gianluca Petrella (trombone), Roberto Gatto (batterie), Rosario Bonaccorso (contrebasse) et Stefano Bollani (piano). Enrico Rava joue également dans divers projets et groupes italiens, européens, et nord-américains.

## Groupes d'Enrico Rava

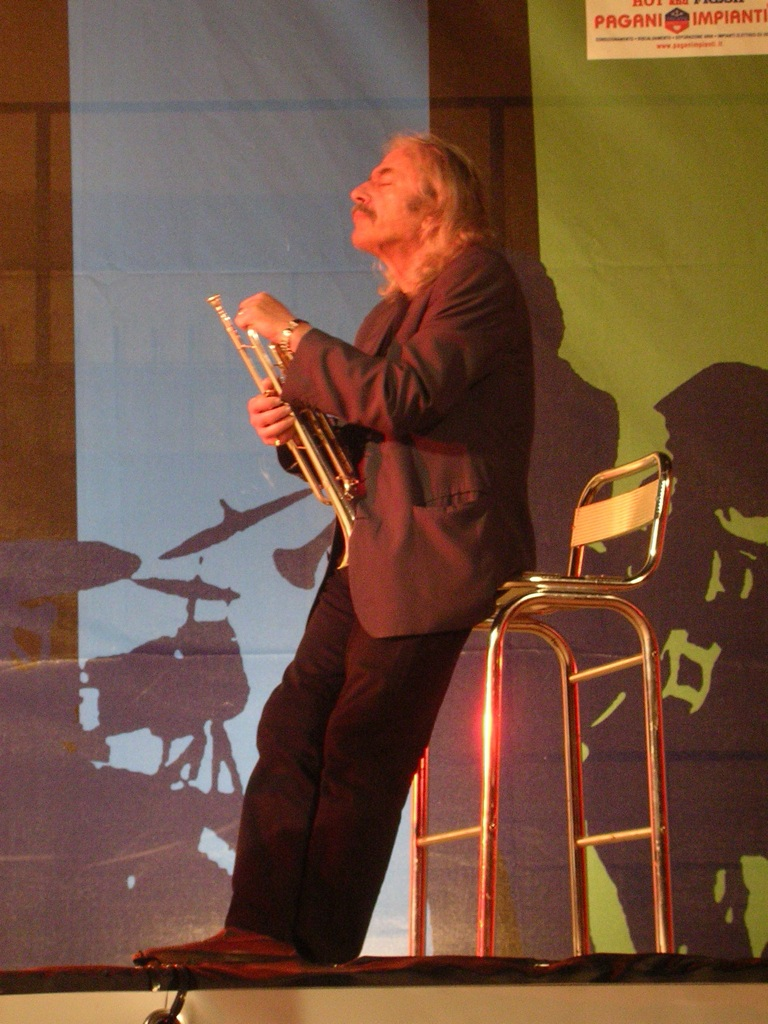
Rava en 2005.

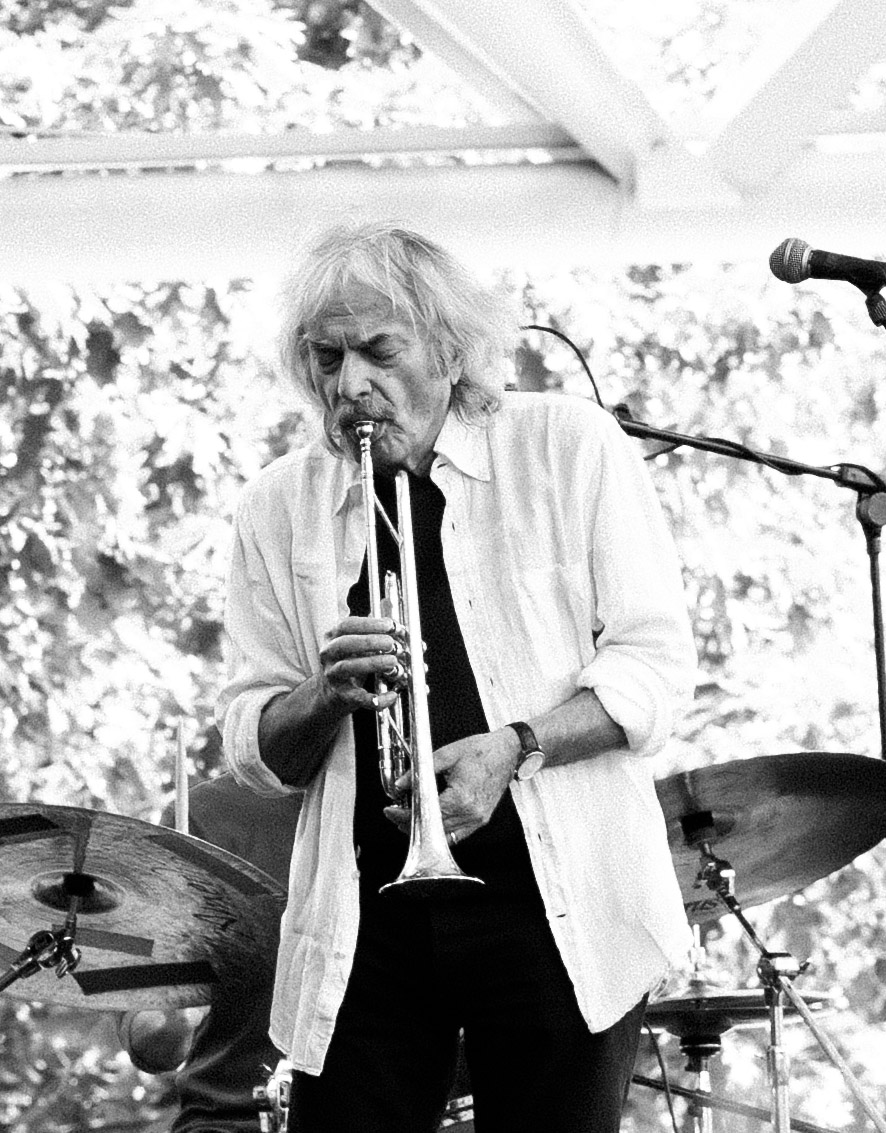
Enrico Rava à Paris en juin 2012

Enrico Rava e Stefano Bollani Duo
- Enrico Rava - trompette
- Stefano Bollani - piano

Enrico Rava e Gianluca Petrella Duo
- Enrico Rava - trompette
- Gianluca Petrella - trombone

Enrico Rava Quintet
- Enrico Rava - trompette
- Gianluca Petrella - trombone
- Andrea Pozza - piano
- Rosario Bonaccorso - contrebasse
- Roberto Gatto - batterie
- Roswell Rudd en tant qu'invité - trombone

Enrico Rava New Generation avec Mauro Negri
- Enrico Rava - trompette
- Mauro Negri - sax/clarinette
- Giovanni Guidi - piano
- Stefano Senni - contrebasse
- João Lobo - batterie

Enrico Rava New Generation avec Mauro Ottolini
- Enrico Rava - trompette
- Mauro Ottolini - trombone, tuba
- Giovanni Guidi - piano
- Stefano Senni - contrebasse
- João Lobo - batterie

Enrico Rava Generation
- Enrico Rava - trompette
- Gianluca Petrella - trombone
- Giovanni Guidi - piano
- Stefano Senni - contrebasse
- Fabrizio Sferra - batterie

Enrico Rava Pianoless Four
- Enrico Rava - trompette
- Gianluca Petrella - trombone
- Rosario Bonaccorso - contrebasse
- Aldo Romano - batterie

Enrico Rava US Quintet
- Enrico Rava - trompette
- Mark Turner - sax ténor
- Stefano Bollani - piano
- Larry Grenadier - contrebasse
- Jeff Ballard - batterie

Enrico Rava Standards
- Enrico Rava - trompette
- Julian Oliver Mazzariello - piano
- Dario Deidda - contrebasse
- Fabrizio Sferra - batterie

Enrico Rava Special Edition
- Enrico Rava - trompette
- Daniele Tittarelli - saxophone alto
- Dan Kinzelman - saxophone ténor
- Mauro Ottolini - trombone, tuba
- Giovanni Guidi - piano
- Claudio Quartarone - guitare
- Stefano Senni - contrebasse
- Fabrizio Sferra - batterie

Enrico Rava Chet Mood
- Enrico Rava - trompette
- Philip Catherine - Guitare
- Riccardo Del Fra - contrebasse
- Aldo Romano - batterie

Europeans
- Enrico Rava - trompette
- Eberhard Weber - contrebasses
- Reto Weber - batterie

Enrico Rava Quintet « Tribe »
- Enrico Rava : trompette
- Gianluca Petrella : trombone
- Giovanni Guidi : piano
- Gabriele Evangelista : contrebasse
- Fabrizio Sferra : batterie

## Discographie

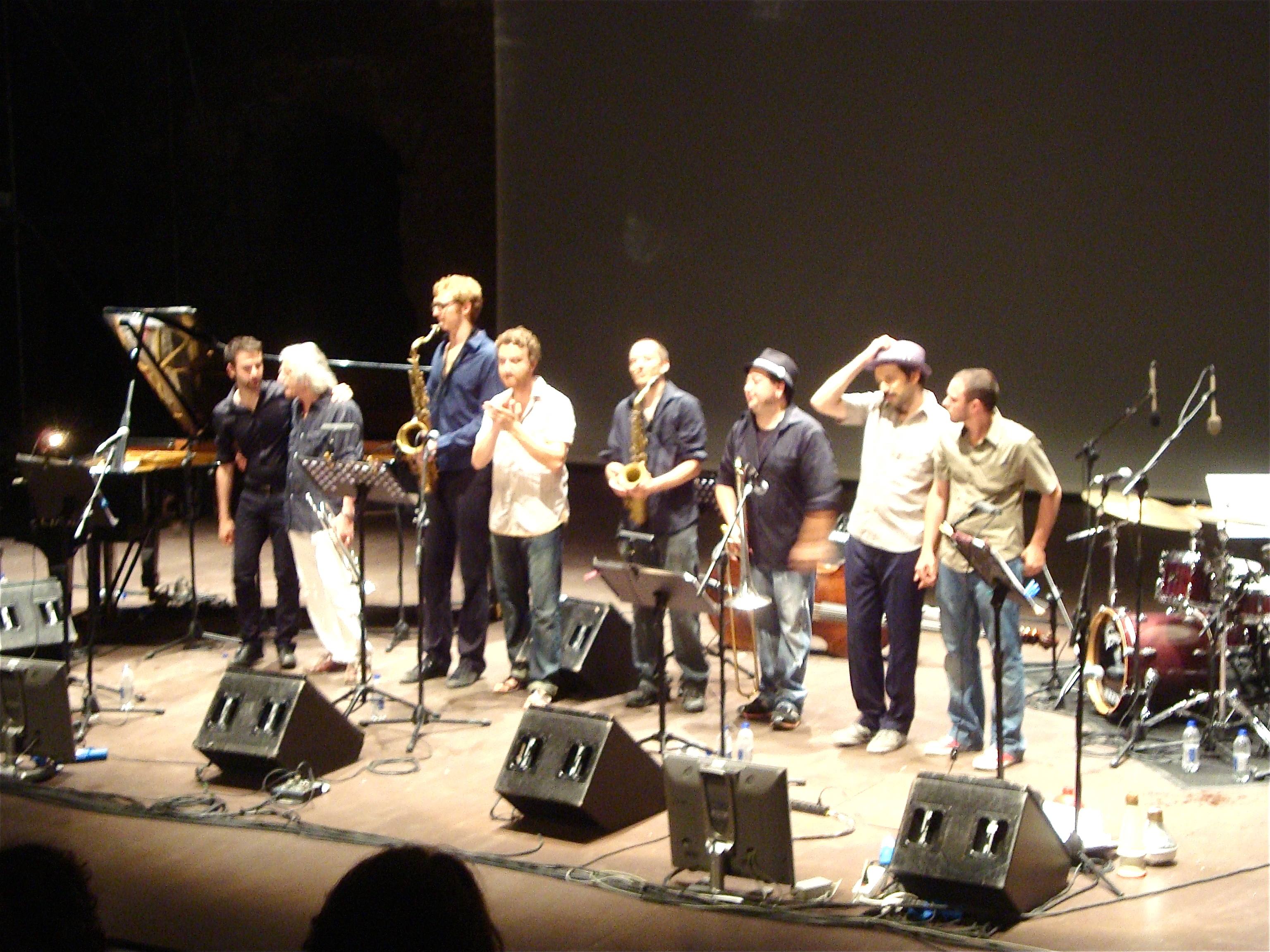
Enrico Rava Special Edition en 2010 à Villa Adriana, Tivoli.

- 1972 : Il Giro Del Giorno in 80 Mondi, Black Saint
- 1973 : Quotation Marks, JAPO
- 1975 : The Pilgrim and the Stars avec Roswell Rudd, ECM
- 1976 : The Plot, ECM
- 1978 : Enrico Rava Quartet, ECM
- 1979 : <<Ah>>, ECM
- 1981 : Opening Night, ECM
- 1983 : Andanada, Soul Note
- 1984 : String Band, Soul Note
- 1985 : Nexus Meets Enrico Rava, Four Leaf Clover
- 1986 : Secrets, Soul Note
- 1986 : Volver avec Dino Saluzzi, ECM
- 1987 : Animals, Inak
- 1992 : Pyramides, avec François Cotinaud, Glenn Ferris, Ramón López, Label Musivi
- 1992 : Le Grand Cirque, de Barney Wilen (ts), Philip Catherine (g), Palle Danielsson (b), Peter Grits (d), Serge Marne (Perc)
- 1993 : Nausicaa avec Enrico Pieranunzi, EGEA
- 1993 : Rava, L'Opera Va, Blue
- 1994 : For Bix and Pops, Philology
- 1994 : Electric Five avec Gianluigi Trovesi, Soul Note
- 1996 : Italian Ballads avec Richard Galliano, Music Masters
- 1997 : Noir, JMS Records
- 1997 : Carmen, Label Bleu
- 1998 : Certi Angoli Segreti, Label Bleu
- 1999 : Shades of Chet, Via Veneto Jazz
- 1999 : Rava Plays Rava, Philology
- 2000 : Live at Birdland Neuberg, Challenge Records
- 2000 : Duo en Noir avec Ran Blake, Between the Lines
- 2002 : Beyond Fellini, WEA/Warner
- 2003 : Renaissance, Venus Jazz
- 2003 : Happiness Is...., Stunt Records
- 2003 : Full of Life, CamJazz
- 2004 : Easy Living, ECM
- 2004 : Montreal Diary/A: Plays Miles Davis, Label Bleu
- 2004 : Montréal Diary/B. avec Stefano Bollani, Label Bleu
- 2005 : Tati avec Stefano Bollani et Paul Motian, ECM
- 2006 : Chanson, Duck Records
- 2006 : What a Day, Duck Records
- 2006 : Quatre, Duck Records
- 2007 : The Words and the Days, ECM
- 2007 : The Third Man, ECM
- 2007 : Live at JazzBo '90, Philology
- 2009 : New York Days, ECM
- 2010 : The Complete Remastered Recordings on Black Saint & Soul Note, Cam Jazz
- 2011 : Tribe, ECM

### Collaborations
Avec Carla Bley et Paul Haines
- 1971 : Escalator over the Hill